# Kreis Karthaus
Der Kreis Karthaus war ein preußischer Landkreis, der von 1818 bis 1920 bestand. Er lag in dem Teil von Westpreußen, der nach dem Ersten Weltkrieg durch den Versailler Vertrag 1920 an Polen fiel und als Polnischer Korridor bezeichnet wurde. Das Landratsamt befand sich in der Landgemeinde Karthaus. Von 1939 bis 1945 war der Kreis im besetzten Polen als Teil des neu eingerichteten Reichsgaus Danzig-Westpreußen nochmals eingerichtet. Heute liegt das ehemalige Kreisgebiet in der polnischen Woiwodschaft Pommern.

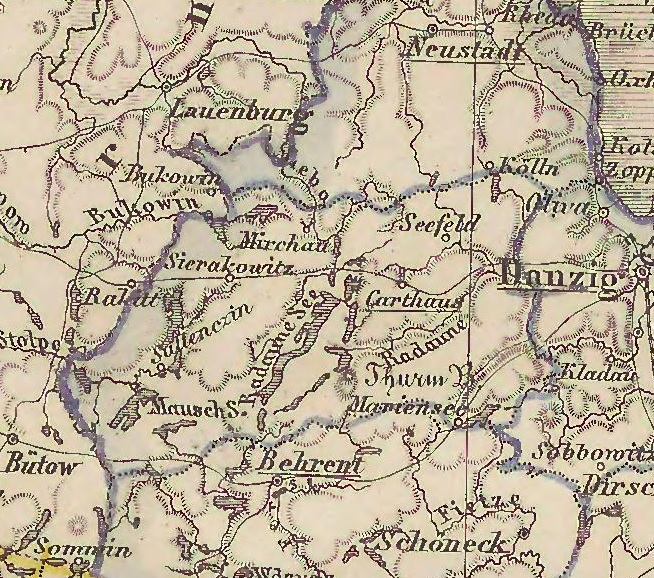
Der Kreis Karthaus von 1818 bis 1920

Die Provinz Westpreußen 1919
Regierungsbezirk Danzig
Regierungsbezirk Marienwerder

## Geschichte
Mit der ersten Teilung Polens 1772 kam das künftige Kreisgebiet von der Woiwodschaft Pommerellen im polnischen Königlich Preußen an das Königreich Preußen und gehörte dort in der Provinz Westpreußen zunächst zu den Kreisen Dirschau und Stargard. Durch die preußische Provinzialbehörden-Verordnung vom 30. April 1815 und ihre Ausführungsbestimmungen kam das Gebiet zum Regierungsbezirk Danzig der Provinz Westpreußen. Im Rahmen einer umfassenden Kreisreform im Regierungsbezirk Danzig wurde zum 1. April 1818 aus Teilen der alten Kreise Dirschau und Stargard der neue Kreis Carthaus gebildet. Er umfasste die Intendanturämter Carthaus und Mirchau sowie eine größere Zahl adliger Güter.
Ein Landratsamt gab es zunächst nicht. Ein kreiseingesessener Gutsbesitzer führte die Geschäfte nebenamtlich von seinem Gute aus. Der erste Landrat war der Justizrat und frühere Danziger Senator Karl Michael von Groddeck auf Fitschkau. Er versah sein Amt bis zum März 1832 und starb im Jahr darauf im 70. Lebensjahr. Es gab auch keine Unterkunft für den Kreissekretär, der drei Jahre im Gasthaus leben musste und vor dem finanziellen Ruin stand. Weder der Kreisbote noch die zwei Gendarmen wohnten vor Ort. Später wurde die Landgemeinde Carthaus fester Sitz des Landratsamts. Im Laufe des 19. Jahrhunderts setzte sich für den Kreis und die Gemeinde Karthaus die Schreibweise Karthaus durch.
Vom 3. Dezember 1829 bis zum 1. April 1878 waren Westpreußen und Ostpreußen zur Provinz Preußen vereinigt, die seit dem 1. Juli 1867 zum Norddeutschen Bund und seit dem 1. Januar 1871 zum Deutschen Reich gehörte.
Aufgrund der Bestimmungen des Versailler Vertrags musste der Kreis Karthaus am 10. Januar 1920 vom Deutschen Reich abgetreten werden. Der größte Teil des Kreisgebietes fiel an Polen und bestand als Powiat Kartuski weiter in der neuen Woiwodschaft Pommerellen. Mehrere Gemeinden im Osten des Kreisgebietes fielen an die Freie Stadt Danzig und wurden dort dem Kreis Danziger Höhe zugeordnet. Am 30. November 1920 kam es zu einem Gebietsaustausch zwischen Polen und dem Deutschen Reich. Die Ortschaften Żukówko und Mühlchen, die zum Kreis Karthaus gehört hatten, kamen zum pommerschen Kreis Bütow, während die Ortschaften Pommersch Prondzonka, Althütte bei Buchwalde und Schellews aus dem Kreis Bütow nach Polen wechselten.

## Bevölkerung
Im Folgenden eine Übersicht mit offiziellen Angaben zu Einwohnerzahl, Konfessionen und Sprachgruppen:
| Jahr                                             | 1821           | 1831            | 1852               | 1861              | 1871              | 1890              | 1900              | 1910              |
| ------------------------------------------------ | -------------- | --------------- | ------------------ | ----------------- | ----------------- | ----------------- | ----------------- | ----------------- |
| Einwohner                                        | 23.599         | 29.144          | 42.371             | 51.348            | 56.133            | 59.694            | 62.990            | 69.891            |
| Evangelische Katholiken Juden                    | 6.132 17.457 2 |                 | 12.011 30.213 183  | 15.241 35.778 287 | 15.574 40.221 316 | 15.715 43.615 333 | 14.944 47.724 297 | 15.030 54.589 222 |
| deutschsprachig zweisprachig kaschubischsprachig |                | 10.895 - 18.249 | 9.740 9.064 23.567 | 18.608 - 32.740   |                   | 19.627 779 39.279 | 19.564 28 43.390  | 19.319 214 50.354 |

## Politik

### Landräte
- 1818–183300Karl Michael von Groddeck
- 1833–185100Georg Kasper von Kleist
- 1851–187500Gustav Friedrich Eduard Mauve (1818–1876)
- 1875–188500Werner von Schleinitz
- 18850000000Ernst von Schwichow (kommissarisch)
- 1885–189300von Krosigk
- 1893–190100Keller
- 1901–191000Gottfried Hagemann (1864–1918)
- 1910–191400Walter Römhild (1876–1944)
- 1914–191900Gustav Simon

### Wahlen
Im Deutschen Reich bildeten die Kreise Karthaus, Neustadt und Putzig den Reichstagswahlkreis Danzig 4. Dieser Wahlkreis wurde bei allen Reichstagswahlen von 1867 bis 1912 von der Polnischen Fraktion gewonnen.

## Gemeinden
Im Jahr 1910 umfasste der Kreis Karthaus 126 Landgemeinden:
| - Adlig Stendsitz - Banin - Bontsch - Bontscherhütte - Borkau - Borrek - Borruschin - Borschestowo - Brodnitz - Buchenfelde - Bukowagorra - Cetschau - Charlotten - Chmielno - Czapel - Eggertshütte - Fischershütte - Friedrichsthal - Fustpetershütte - Gartsch - Glasberg DZ - Glusino - Gollubien - Golzau - Gorrenschin - Gostomie - Gostomken - Gowidlino - Grabowo - Gribno - Groß Mischau - Hoppendorf | - Jamen - Kamehlen - Kaminitza - Kaminitzamühle - Kapellenhütte - Karthaus, Stadt - Kelpin - Klobschin - Klossowken - Klukowahutta - Kobissau - Königlich Czapielken DZ - Königlich Stendsitz - Kositzkau - Kossi - Kossowo - Krissau - Lappalitz - Lissniewo - Maidahnen DZ - Marschau DZ - Mehsau - Miechutschin - Mirchau - Mischischewitz - Moisch - Moischerhütte - Nakel - Nestempohl - Neudorf - Neuendorf DZ - Niedeck | - Nieder Klanau DZ - Nieder Sommerkau DZ - Niesolowitz - Nowahutta - Ober Buschkau DZ - Oberhütte DZ - Ober Kahlbude DZ - Ober Sommerkau DZ - Ostritz - Ostroschken DZ - Pallubitz - Parchau - Patschewo - Patul - Pierschewo - Podjaß - Pollenschin - Pomietschin - Pomietschinerhütte - Pomlau DZ - Prangenau DZ - Prockau - Pusdrowo - Ramley - Remboschewo - Ronti - Röskau - Sallakowo - Saworry - Schakau - Schlawkau - Schönbeck DZ | - Schönberg - Schoppa - Schrödersfelde - Schülzen - Seedorf - Seefeld - Seeresen - Semlin - Sianower Hütte - Sianowo - Sierakowitz - Sklana - Skorschewo - Smolsin - Stangenwalde DZ - Stanischewo - Starkhütte - Starrahutta - Sullenschin - Summin - Tiefenthal DZ - Tuchlin - Warschnau - Wensiorry - Wilhelmshuld - Zalensee - Zeschin - Zuckau - Zukowken DEU - Zurromin |

Die mit0 DZ gekennzeichneten Gemeinden kamen 1920 zum Kreis Danziger Höhe im Mandatsgebiet Danzig des Völkerbundes. Die mit0 DEU gekennzeichnete Gemeinde Zukowken verblieb im Deutschen Reich. Alle übrigen Gemeinden fielen 1920 an die polnische Woiwodschaft Pommerellen.

### Gutsbezirke
Zum Kreis gehörten außerdem folgende  40 Gutsbezirke (Stand vom 1. Januar 1908):
- Adlig Groß Czapielken
- Babenthal, Forst
- Barnewitz
- Bortsch
- Chmielno, Forst
- Chosnitz
- Chosnitz, Forst
- Czenstkowo
- Exau
- Fidlin
- Fitschkau
- Glinow, Forst
- Groß Tuchom
- Grünhof, Forst
- Kamionken
- Karthaus, Forst
- Klein Neuhof
- Klein Tuchom
- Kloden
- Klossau
- Lappin
- Lindenhof
- Mahlkau
- Mariensee
- Mehlken
- Mirchau, Forst
- Nestempohl
- Neu Glintsch
- Ottomin
- Pempau
- Radaunensee
- Rheinfeld
- Schwanau, Forst
- Sdroyen
- Sdunowitz
- Stangenwalde, Forst
- Sykorschin
- Tockar
- Unter Buschkau
- Warschen

## Der Landkreis Karthaus im besetzten Polen 1939–1945

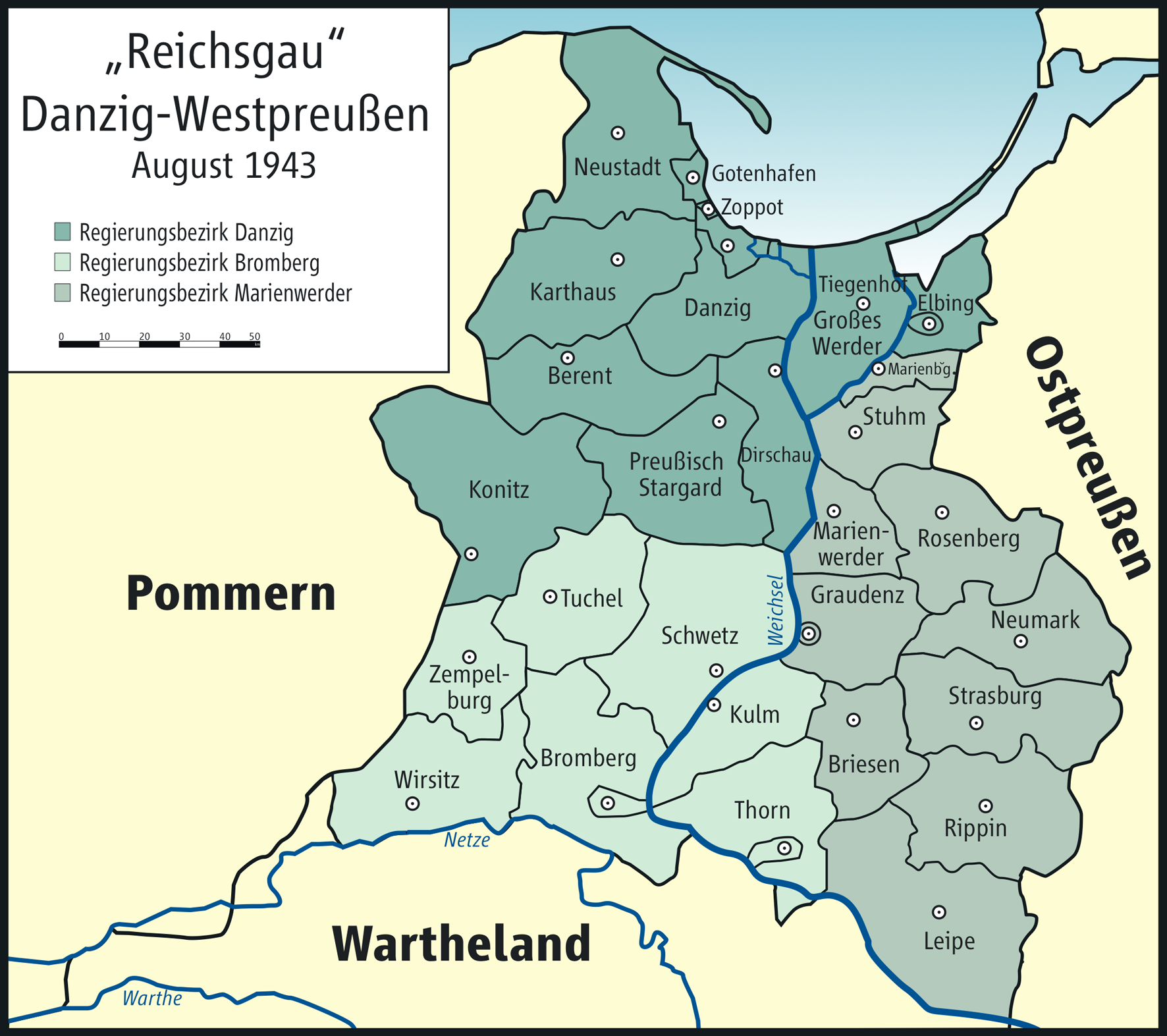
Reichsgau Danzig-Westpreußen (August 1943)

### Geschichte
Nach dem Überfall auf Polen und der völkerrechtswidrigen Annexion des ehemaligen Kreisgebiets durch das Deutsche Reich wurde der polnische Powiat Kartuski am 26. November 1939 unter seinem deutschen Namen Teil des neugebildeten Reichsgaus Westpreußen – später Danzig-Westpreußen – im besatzungsamtlichen neuen Regierungsbezirk Danzig. Die Stadt Karthaus wurde der im Altreich gültigen Deutschen Gemeindeordnung vom 30. Januar 1935 unterstellt, welche die Durchsetzung des Führerprinzips auf Gemeindeebene vorsah. Die übrigen Gemeinden waren in Amtsbezirken zusammengefasst; Gutsbezirke gab es nicht mehr. Seit dem 25. Juni 1942 trug der Landkreis den Namen Karthaus (Westpr.).
Im Frühjahr 1945 wurde das Kreisgebiet durch die Rote Armee besetzt, womit die deutsche Besatzungszeit dieses Teils Polens endete. In der Folgezeit wurden unter deutscher Besatzung zugewanderte Deutsche vollzählig wie auch angestammte deutschsprachige Polen, soweit sie nicht vorher geflohen waren, größtenteils aus dem Kreisgebiet vertrieben. Der Powiat Kartuski lebte wieder auf und war wieder Teil der Woiwodschaft Pommerellen, die am 14. März 1945 die Amtsgeschäfte wieder aufgenommen hatte. Am 1. April 1945 kam das Kreisgebiet an die neu gebildete Woiwodschaft Danzig (1945–1975).

### Landrat
- 1939–0000 Herbert Busch

### Ortsnamen
Durch unveröffentlichten Erlass vom 29. Dezember 1939 galten vorläufig hinsichtlich der bisher polnischen Ortsnamen die bis 1918 gültigen deutschen Ortsnamen. Diese globale Rückbenennung war möglich, da noch das gesamte deutsche Kartenwerk für die 1920 an Polen abgetretenen Gebiete (auch) die früheren deutschen Ortsnamen weitergeführt hatte.
Mittels der Anordnung betreffend Änderung von Ortsnamen des Reichstatthalters in Danzig-Westpreußen vom 25. Juni 1942 wurden mit Zustimmung des Reichsministers des Innern alle Ortsnamen eingedeutscht. Dabei wurde entweder der Name von 1918 beibehalten oder – falls er keinen typisch deutschen Klang hatte – lautlich angeglichen oder übersetzt, zum Beispiel:
- Banin: Bullenbrook,
- Chmielno: Schmellen,
- Karthaus: Karthaus (Westpr.),
- Kossowo: Kossau,
- Miechutschin: Mechenhof,
- Remboschewo: Broddenfurt,
- Sianowo: Schwanau,
- Sierakowitz: erst Rockdorf, dann Sierke,
- Zukowo: Zuckau.